# بیژن کامکار
بیژن کامکار (زاده ۲۸ آذر ۱۳۲۸) نوازنده و خواننده موسیقی سنتی ایرانی و از اعضای گروه کامکارها است. بیژن کامکار از سوی کمیته ثبت ملی میراث فرهنگی ناملموس به عنوان حامل میراث فرهنگی در فهرست گنجینه‌های زنده بشری قرار گرفته‌است.

## زندگی و فعالیت هنری
بیژن کامکار در سال ۱۳۲۸ در ارومیه به دنیا آمد. سپس پدرش از ارومیه به سنندج منتقل شد. مانند دیگر اعضای خانواده‌اش نزد پدرش حسن کامکار به فراگیری موسیقی پرداخت. نخستین فعالیت حرفه‌ای او در رادیو در مقام خواننده بوده‌است. نخستین سازی هم که برگزید تنبک بود، اما پس از آن با سازهای ملودیکا و تار به نوازندگی در گروه خانوادگی کامکارها پرداخت. در سال ۱۳۵۳ با ساز تخصصی تار وارد دانشکده هنرهای زیبای دانشگاه تهران شد و در رشتهٔ موسیقی تحصیل کرد. او جزو بنیادگذاران گروه‌های شیدا و عارف است و در کنسرت‌ها و آثار متعدد در مقام نوازنده و گاه خواننده حضور داشته‌است.

## ورود به گروه شیدا و عارف
در سال ۱۳۴۸ با محمدرضا لطفی آشنا شد که به گفتهٔ خود وی نقطه عطفی در زندگی هنری وی به‌شمار می‌رود چون که بعد از پدرش نقش مهمی در آشنایی او با تار و موسیقی ایرانی داشته‌است. همچنین این آشنایی باعث ورود وی به عنوان نوازندهٔ تنبک به گروه شیدا می‌شود اما پس از مدتی با ورود برادرش ارژنگ کامکار به گروه، وی به نوازندگی رباب روی می‌آورد، بیژن کامکار بعد از گروه شیدا به عضویت گروه عارف نیز درمی‌آید.

## وارد کردن دف به اجراهای عمومی
شاید بتوان مهم‌ترین نقش وی در موسیقی ایران را وارد کردن ساز دف برای اولین بار به اجراهای عمومی دانست. در هنگام عضویت در گروه شیدا
به پیشنهاد محمدرضا لطفی از ساز دف در یکی از کنسرت‌های گروه استفاده کرد که با اقبال فراوان علاقه‌مندان مواجه شد و امروزه دف یکی از سازهای مهم در گروه‌های موسیقی ایرانی است و نوازندگان فراوانی در این رشته به فعالیت می‌پردازند. پیش از این، دف فقط در مراسم مذهبی دراویش در خانقاه‌ها مورد استفاده قرار می‌گرفت و در گروه‌های موسیقی ایرانی استفاده نمی‌شد.

## آثار
| آلبوم‌ها                        | آلبوم‌ها    | آلبوم‌ها                                                  | آلبوم‌ها | آلبوم‌ها                                  | آلبوم‌ها                   | آلبوم‌ها |
| ------------------------------ | ---------- | -------------------------------------------------------- | ------- | ---------------------------------------- | ------------------------- | --- |
| نام آلبوم                      | سال انتشار | آهنگساز                                                  | نوازنده | خواننده                                  | ناشر                      | توضیحات |
| جان جان                        | ۱۳۵۵       | محمدرضا لطفی                                             | آری     | محمدرضا شجریان                           | آوای شیدا                 | اجرا در دستگاه سه‌گاه، بیژن کامکار نوازنده تنبک |
| چهره به چهره                   | ۱۳۵۶       | محمدرضا لطفی                                             | آری     | محمدرضا شجریان                           | دل آواز                   | اجرا توسط گروه شیدا در دستگاه نوا، بیژن کامکار نوازنده دف                                                                                          |
| سواران دشت امید                | ۱۳۵۶       | حسین علیزاده                                             | آری     | بیژن کامکار، شهرام ناظری                 |                           | |
| چاووش ۲                        | ۱۳۵۷       | محمدرضا لطفی                                             | آری     | محمدرضا شجریان، شهرام ناظری              | موسسه فرهنگی و هنری چاووش | اولین آلبوم انتشار یافته با آواز شهرام ناظری، شامل دو بخش: شب نورد (با صدای محمدرضا شجریان) و آزادی (با صدای شهرام ناظری)، گروه شیدا               |
| چاووش ۳                        | ۱۳۵۷       | محمدرضا لطفی                                             | آری     | محمدرضا شجریان، بیژن کامکار، شهرام ناظری | موسسه فرهنگی و هنری چاووش | اجرا توسط گروه شیدا |
| چاووش ۵                        |            | محمدرضا لطفی                                             | آری     |                                          | موسسه فرهنگی و هنری چاووش | اجرا توسط گروه شیدا و گروه عارف |
| چاووش ۶                        | ۱۳۵۸       | محمدرضا لطفی                                             | آری     | محمدرضا شجریان                           | موسسه فرهنگی و هنری چاووش | اجرا توسط گروه شیدا، بیژن کامکار نوازنده رباب |
| چاووش ۷                        | ۱۳۵۸       | محمدرضا لطفی، پرویز مشکاتیان، هوشنگ کامکار، حسین علیزاده | آری     | محمدرضا شجریان، شهرام ناظری              | موسسه فرهنگی و هنری چاووش | اجرا توسط گروه شیدا و گروه عارف |
| چاووش ۸                        |            | محمدرضا لطفی                                             | آری     | شهرام ناظری، سیما بینا                   | موسسه فرهنگی و هنری چاووش | اجرا توسط گروه شیدا |
| چاووش ۹                        |            | محمدرضا لطفی                                             | آری     | محمدرضا شجریان                           | موسسه فرهنگی و هنری چاووش | اجرا توسط گروه شیدا در دستگاه سه‌گاه |
| چاووش ۱۰                       |            | محمدرضا لطفی                                             | آری     | صدیق تعریف                               | موسسه فرهنگی و هنری چاووش | یادواره حسین طاهرزاده که با همکاری گروه شیدا و عارف اجرا شد. ردیف آوازی این اثر اصفهان است که در دستگاه سه‌گاه اجرا شد، بازسازی اثر (محمدرضا لطفی). |
| سپیده                          | ۱۳۵۸       | محمدرضا لطفی                                             | آری     | محمدرضا شجریان                           | دل آواز                   | با همکاری هوشنگ ابتهاج و پرویز مشکاتیان، اجرا توسط گروه شیدا، بیژن کامکار نوازنده رباب                                                             |
| به یاد طاهرزاده                | ۱۳۶۳       | محمدرضا لطفی                                             | آری     | صدیق تعریف                               |                           | اجرا توسط گروه‌های شیدا و عارف، مکتب اصفهان به یاد حسین طاهرزاده در دستگاه سه گاه، بیژن کامکار نوازنده رباب                                         |
| بهاران آبیدر                   | ۱۳۶۴       | هوشنگ کامکار                                             | آری     | بیژن کامکار، شهرام ناظری                 | نوای همایون               | اجرا توسطگروه کامکارها، اشعار محلی کُردی با تنظیم عباس کمندی، اجرا توسط ارکستر سمفونیک تهران                                                        |
| نوا                            | ۱۳۶۵       | پرویز مشکاتیان                                           | آری     | محمدرضا شجریان                           | دل آواز                   | اجرا توسط گروه عارف، بیژن کامکار نوازنده دف. |
| در گلستانه                     | ۱۳۶۶       | هوشنگ کامکار                                             | آری     | شهرام ناظری                              | روح‌افزا                   | اجرا توسطگروه کامکارها |
| دود عود                        | ۱۳۶۷       | پرویز مشکاتیان                                           | آری     | محمدرضا شجریان                           | دل آواز                   | تنظیم این آلبوم با کامبیز روشن‌روان بود، اجرا توسط ارکستر، در سال ۱۳۶۶ اجرا و در ۱۳۶۸ منتشر شد.                                                     |
| دستان                          | ۱۳۶۷       | پرویز مشکاتیان                                           | آری     | محمدرضا شجریان                           | دل آواز                   | اجرا توسط گروه عارف، در دستگاه چهارگاه |
| کنسرتی دیگر                    | ۱۳۶۸       | داریوش طلایی                                             | آری     | شهرام ناظری                              |                           | تاریخ اجرا سال ۱۳۶۸، تاریخ نشر ۱۳۷۱، اجرا در افشاری و ماهور، آواز به همراه سه تار نوازی داریوش طلایی و تنبک و دف نوازی بیژن کامکار                 |
| افشاری مرکب                    | ۱۳۶۸       | پرویز مشکاتیان                                           | آری     | ایرج بسطامی                              | چهار باغ بانگ             | نخستین اثر با صدای ایرج بسطامی، مربوط به کنسرت گروه عارف به سرپرستی و آهنگ‌سازی پرویز مشکاتیان، بیژن کامکار نوازنده دف و رباب                       |
| زردی خزان                      |            | هوشنگ کامکار، ارسلان کامکار                              | آری     | آری                                      | سروش                      | اجرا توسط گروه کامکارها |
| بامداد                         | ۱۳۶۹       | حمید متبسم                                               | آری     | آری                                      | سروش                      | |
| دف و نی                        | ۱۳۷۰       | محمدعلی کیانی‌نژاد، بیژن کامکار                           | آری     |                                          |                           | |
| کنسرت ایرج بسطامی و گروه دستان | ۱۳۷۱       | حمید متبسم، محمدعلی کیانی نژاد                           | آری     | ایرج بسطامی                              |                           | در دستگاه‌های سه گاه و همایون، بیژن کامکار نوازنده دف و رباب                                                                                        |
| سحرواران                       |            | علی‌اکبر مرادی، بیژن کامکار                               | آری     |                                          |                           | |
| در خیال                        | ۱۳۷۵       | مجید درخشانی                                             | آری     | محمدرضا شجریان                           | دل آواز                   | در دستگاه سه‌گاه و آواز بیات ترک، بیژن کامکار نوازنده دف.                                                                                           |
| ایران زمین                     | ۱۳۷۵       | گروه کامکارها                                            | آری     | آری                                      |                           | |
| گل نیشان                       | ۱۳۷۵       | گروه کامکارها                                            | آری     | آری                                      |                           | |
| ئاگری زیندو                    | ۱۳۷۵       | گروه کامکارها                                            | آری     |                                          |                           | |
| شلیره                          |            | اردوان کامکار                                            | آری     | حسین شریفی                               |                           | اجرا توسط گروه کامکارها |
| شب، سکوت، کویر                 | ۱۳۷۷       | کیهان کلهر                                               | آری     | محمدرضا شجریان                           | دل آواز                   | بر اساس موسیقی مقامی خراسان، بیژن کامکار نوازنده دف و دایره                                                                                        |
| کوهستان                        |            | حسین بهروزی‌نیا                                           | آری     |                                          | سروش                      | گلچینی از ملودی‌های بومی ایران، به‌همراه حسین بهروزی‌نیا (بربط) و کامبیز گنجه‌ای (تنبک)                                                                |
| کنسرت ۷۷                       | ۱۳۷۷       | گروه کامکارها                                            | آری     | شهرام ناظری                              | مشکات                     | اجرا توسط گروه کامکارها |
| مهتاب رو                       | ۱۳۷۷       | کیخسرو پورناظری                                          | آری     | شهرام ناظری                              | آواز بیستون               | اجرا توسط گروه تنبور شمس |
| بداهه نوازی ویلن مجتبی میرزاده |            | مجتبی میرزاده                                            | آری     |                                          | باربد موزیک               | بداهه نوازی ویلن مجتبی میرزاده و تنبک بیژن کامکار                                                                                                  |
| افسانه تنبور                   |            | کیخسرو پورناظری                                          | آری     | آری                                      |                           | |
| سیوی سور                       |            | تهمورس پورناظری                                          | آری     | آری                                      | نوای همایون               | |
| شباهنگام                       |            | هوشنگ کامکار، ارسلان کامکار                              | آری     | آری                                      | شهرام کاست                | |
| مستان سلامت می‌کنند             |            | کیخسرو پورناظری                                          | آری     | آری                                      |                           | |
| گلاریژان                       |            | علی‌اکبر مرادی                                            |         | آری                                      |                           | |
| آوای باران                     |            | تهمورس پورناظری                                          |         | آری                                      |                           | |
| سیب سرخ                        |            |                                                          |         | آری                                      |                           | |
| دف و رباب                      | ۱۳۸۰       |                                                          | آری     |                                          | نی داوود                  | |
| سایه‌روشن مهتاب                 | ۱۳۸۲       | احسان ذبیحی‌فر                                            | آری     | آری                                      | حوزه هنری                 | اجرا توسط گروه مهتاب |
| جمجمک برگ خزون                 | ۱۳۸۷       | آری                                                      |         |                                          | ساربانگ                   | ترانه‌های کودکان |
| سفر عُسرت                       | ۱۳۸۸       | فرخزاد لایق                                              | آری     | شهرام ناظری                              |                           | این اثر در کشور فرانسه و با نام «The Book of Austerity» منتشر شده‌است، اشعار از مهدی اخوان ثالث، احمد شاملو، شفیعی کدکنی و ه. الف. سایه             |
| آموزش دف                       | ۱۳۹۱       |                                                          | آری     |                                          | آواسازان ققنوس            | |
| سحرگاهان                       | ۱۳۹۲       | حیدر کاکی                                                | آری     | آری                                      | سوره تنبور                | |
| سربداران                       | ۱۳۹۲       | فرهاد فخرالدینی                                          | آری     | آری                                      | استودیو صبا               | موسیقی متن مجموعه تلویزیونی سربداران |
| جامه رنگین                     | ۱۳۹۵       | علیرضا فیض بشی‌پور                                        |         | بیژن کامکار، نجمه تجدد                   | سروش                      | |
| مندیر (آلبوم)                  |            | محمدعلی کیانی نژاد                                       |         | ملک محمد مسعودی                          | گلبانگ بختیاری            | |

## تجلیل
از وی به عنوان یکی از مشاهیر کرد در تیر ماه ۱۳۹۸ در کنگره جهانی مشاهیر کرد تجلیل و تقدیر شد. به وی نشان نشان شهروند طلایی اعطا شد.